# Wartburg
 For alternative betydninger, se Wartburg (flertydig). (Se også artikler, som begynder med Wartburg)
Wartburg er en borg ved byen Eisenach i Tyskland opført i 11. og 12. århundrede i romansk stil. Her boede Martin Luther, da han oversatte Bibelen 1521-1522.